# Патера Альба

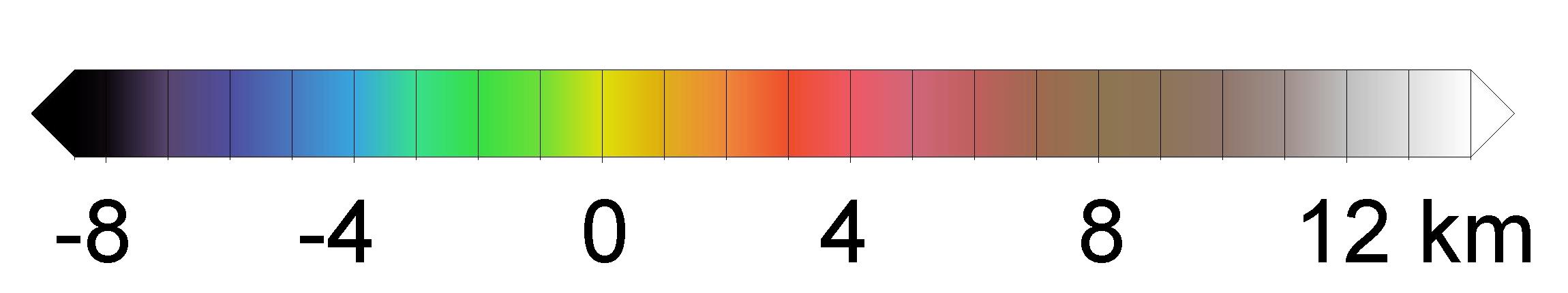
Соответствие цветов высотам

Патера Альба или гора Альба — огромный низкий вулкан, расположенный в северной части региона Фарсида на планете Марс. Это самый большой по площади вулкан на Марсе: потоки извергнутой из него породы прослеживаются на расстоянии как минимум 1350 км от его пика. Хотя по площади вулкан сопоставим с США, его максимальная высота — всего лишь 6,8 км. Это всего лишь одна треть от высоты горы Олимп, самого высокого вулкана на Марсе. Склоны патеры Альба очень пологие. Средний наклон вдоль северного (самого крутого) склона вулкана составляет 0,5°, что более чем в 5 раз меньше, чем наклон склонов других больших вулканов Фарсиды. С большого расстояния патера Альба напоминает огромный, но лишь слегка приподнятый рубец на поверхности планеты. Это уникальная вулканическая структура, аналогов которой нет ни на Земле, ни на Марсе.
Помимо огромного размера и низкого рельефа, патера Альба имеет ряд других отличительных особенностей. Центральная часть вулкана окружена неполным кольцом разломов (грабенов) и трещин, получивших название «борозды Альбы» на западном склоне вулкана и «борозды Тантала» на восточном склоне. Также хорошо сохранились очень длинные лавовые потоки, вытекавшие из вулкана, которые образуют узор, исходящий из центральной области вулкана. Большая протяжённость некоторых потоков (более 300 км) указывает на то, что лавы было много, и что она была очень текучей (низкая вязкость). Многие потоки имеют индивидуальные морфологические особенности и состоят из длинных извилистых хребтов с разорванными центральными каналами. Низины между хребтами (особенно вдоль северного склона вулкана) образуют разветвляющийся узор мелких оврагов и каналов, которые, скорее всего, были сформированы текущей водой.
На патере Альба находятся самые старые вулканические отложения в регионе Фарсида. Геологические свидетельства указывают, что вулканическая активность этой патеры окончилась намного раньше, чем у Олимпа и других вулканов Фарсиды. Вулканические отложения патеры Альба относятся к эрам от гесперийской до амазонской (примерно от 3600 до 3200 миллионов лет назад).